# 寇斯猜想
寇斯猜想（英語：Coase conjecture），又譯為科斯猜想、高斯猜想，由經濟學家羅納德·寇斯於1972年提出的壟斷理論假說。這個假說的情境是，一個以銷售耐久財為主的壟斷廠商，他銷售的商品不能在市場中再轉賣；以及一群有不同價值觀的消費者。這個假說的前提是，這個壟斷廠商無法得知每一個消費者個別的價值觀，因此無法區分出不同的顧客群，在不同時期中用不同價格去販售他的商品。
在以上情況成立時，寇斯猜想推斷，隨著時間過去，這個壟斷廠商將需要跟自己的已銷售出去的商品作價格競爭，因此將會被迫降低售價。